# Харисов, Ренат Магсумович
Ренат Магсумович Харисов (тат. Ренат Мәгъсүм улы Харисов,( он же Ренат Харис); -   поэт, драматург, литературный критик, публицист, переводчик,  государственный и общественный деятель - род. 6 мая 1941, Елховое Озеро, Цильнинский район, Ульяновская область, СССР) — лауреат Государственной премии Российской Федерации (2005 год), лауреат Государственной премии Республики Татарстан имени Габдуллы Тукая (1997),  Республиканской премии им. Мусы Джалиля (1972), Большой премии им. Расула Гамзмтова (1911), премии им. А. Дельвига,  международной премии Чувашии им. М.Сеспеля (2009), автор более 60 сборников стихов, поэм и пьес, либретто музыкально-сценических произведений, в том числе либретто балета «Сказание о Йусуфе» Леонида Любовского.,оперы "Любовь поэта", оперы "Сююмбике", балета "Золотая Орда" композитора Резеды Ахияровой, мюзикла "Золотая "Казань"", оперы "Чёрная палата", монооперы "Зеркало" композитора Эльмира Низамова, около 200 песен, романсов, кантат. Он является автором либретто первой татарской оратории "Человек" композитора М. Яруллина. Он автор сценария первого музыкального фильма о Г.Тукая "Озари мне душу песней". Рабочая группа Конституционной комиссии РТ под его руководством подготовила к принятию госсимволы РТ: Государственный флаг, Государственный герб, Государственный гимн РТ, является автором идеи Всемирного конгресса татар, Международного оперного фестиваля им. Ф. Шаляпина.
По его творчеству в 2011 и 2021 году в Казани проводились  Всероссийские научно-практические конференции
В 2012-2018 годах был членом Совета по культуре и искусству при Президенте Российской Федерации.
Является членом Геральдического совета при Раисе Республики Татарстан, членом Главной редколлегии "Татарской энциклопедии".
Является  членом Президиума Ассоциации Союзов писателей и издателей Российской Федерации, членом редколлегий журналов «Наш Современник», "Дружба народов", ежемесячника "Татарский мир" (Москва).

## Биография
Ренат Харис родился 6 мая 1941 года в селе Елховое Озеро Цильнинского района Ульяновской области в семье сельских учителей.
Окончил Казанский государственный педагогический университет.
1963—1964 гг. — учитель Арского педагогического училища, Татарской АССР.
1965—1971 гг. — литературный сотрудник редакции газет Татарстана.
1971—1973 гг. — ответственный секретарь Союза писателей Татарской АССР.
1973—1982 гг. — заместитель министра культуры Татарской АССР, г. Казань.
1982—1989 гг. — главный редактор литературного журнала «Казан утлары».
1990—1995 гг. — редактор газеты «Татарстан хэбэрлэре», председатель Мандатной комиссии Верховного Совета Республики Татарстан.
1995—1999 гг. — заместитель Председателя Государственного Совета Республики Татарстан.
С 1999 года — член постоянной Комиссии Государственного Совета Республики Татарстан по социальным вопросам, делам детей и молодёжи, председатель Комиссии по установлению идентичности текстов законов Республики Татарстан на татарском и русском языках.
Народный депутат парламента республики Татарстан трёх созывов. Состоял в КПСС.
Находясь на руководящих постах, способствовал улучшению культурной ситуации в республике Татарстан, участвовал в создании Казанского хореографического училища, училища искусств в г. Набережные Челны, осуществлял программу содействия деятелей искусств строителям КамАЗа.

Я тот же, что и 30—40 лет назад, моя душа сформировалась в юности, между мной юношей и седым мужчиной нет никакой разницы, есть продолжение мысли— Ренат Харис

### Политическая позиция
В 2014 году подписал Коллективное обращение деятелей культуры Российской Федерации в поддержку политики президента РФ В. В. Путина на Украине и в Крыму. В 2022 году поддержал вторжение России на территорию Украины.

## Творчество
Первые выступления Р. Хариса на страницах периодической печати относятся к 1965 году и связаны с его работой в качестве литературного сотрудника газеты «Татарстан яшьләре».
Ренатом Харисом написано более  шестидесяти поэм, некоторые из которых стали операми, балетами, ораториями, кантатами, теле- и радиоспектаклями. Он создал роман в стихах "Исемсезлэр" ("Безымянные"), новеллино "Татарский "Декамерон"" из десяти поэм.
На стихи поэта композиторами Казани, Москвы, Уфы, Саратова и т. д. создано 200  произведений вокального жанра.
В своих сонетах Р. Харис стремится проникнуть в «дух» вещей, «творческую силу» мироздания, изображать «жизнь» во всех её проявлениях.
Сибгат Хаким говорил о поэзии Рената Хариса, как об «органичном сплаве мысли и чувства». Татарская критика даже называла Р. Хариса поэтом-философом, поэтом-мыслителем.
Является первым переводчиком на татарский язык книги од и стихотворений  Г. Р. Державина: "Кизляу" ( "Родник"). (2016), стихов В. Хлебникова, М. Горького, И.Северянина.  Впервые на татарский язык он перевёл книгу сонетов Янки Купалы. Издал первую книгу Дэрдменда на русском языке.
По воспоминаниям Р. Хариса, он прочитал оду «Бог» будучи студентом и был поражён его глубиной и необъятностью. Поэт отмечает, что даже в нашем технологическом мире ода Державина звучит современно, актуально, не уступая в мастерстве произведениям современных поэтов. Р. Харис при переводе оды на татарский язык стремится максимально сохранить содержание и форму оригинала. Однако он не даёт дословного перевода, подбирая органичные для татарского языка метафоры и другие средства художественной выразительности.
Автор статей о татарской музыке. Р. Харис  статьи о Мирсаиде Яруллине, Резеде Ахияровой,  Ильгаме Шакирове, Идрисе Газиеве, Миляуше Таминдаровой, Венере Ганиевой выделяет особую роль Н. Г. Жиганова в развитии татарского музыкального искусства.
В разные годы Ренатом Харисом были подготовлены доклады для научных конференций, посвящённых творчеству Гаврилы Державина,  Габдуллы Тукая, Дэрдменда, Мусы Джалиля, Фатиха Карима, Мустая Карима, Чингиза Айтматове, Амирхане Еники,  в которых Р. Харис поднимает вопрос о важности адекватных оригиналам переводов  на разные языки мира и прежде всего русский язык.

## Художник
Также Р. Харис известен как художник-график. Его работы были впервые представлены в музее им. М. Горького в апреле 1997 года,  были персональные выставки в галерее "Хэзинэ" (Казань. кремль), вошли в книгу стихотворений  «Пером, пишущим стихи» (1998),  книгу афоризмов "Потом была фраза" (2021)

## Взгляды
Как опытный переводчик, Ренат Харис большое значение уделяет русскому языку при переводе с языков народов России:

Щедрый русский язык вновь выступает в роли толмача на всевозможные языки. Стало традицией, когда перевод на языки народов России осуществляется с русского подстрочника: скажем, оригинал на удмуртском языке, подстрочник — на русском, а перевод — на татарском. Отсутствие одного звена в этой цепи должно компенсироваться превосходным знанием со стороны переводчика всех тонкостей русского языка.— Ренат Харис
Выступает за чистоту русского языка:

Попытки заменить избирателя электоратом, встречу — саммитом, магазин — маркетом, шопингом, бутиком, цвет — колером, клеймо — брендом и т. д., без которых мы спокойно обходились, скажу прямо, это — предательство перед русским языком.— Ренат Харис
При этом Р. Харис критикуется татарскими националистами, не согласными с утверждением Р. Хариса «Мы — дети России», содержащемся в одном из его стихотворений.

## Награды
Премии
- Государственная премия Российской Федерации (2005 год) — за развитие традиций национального эпоса в современных условиях диалога культур[12].
- Государственная премия Республики Татарстан имени Габдуллы Тукая (1997 год) — за сборник стихотворений и поэм «Хисемнең исеме» («Имя моих чувств»)[13].
- Премия комсомола Татарии имени Мусы Джалиля (1972 год) — за создание первой национальной оратории «Человек»[14].
- Державинская премия (2016 год) — за книгу «Г. Р. Державин. Родник: оды, стихотворения»[15].
- Премия «Золотой Дельвиг» (2014 год) — за твёрдую гражданскую позицию в поэзии, верность родному языку и глубокое проникновение в историю[16].
- Международная премии Чувашии имени Михаила Сеспеля (2009 год)[17].
- Большой литературной премия им. Расула Гамзатова (Дагестан)- за создание книги "Певчая ночь"  (2011)

Ордена, медали, знаки
- Орден «За заслуги перед Республикой Татарстан» (2011 год) — за многолетний плодотворный труд на благо Республики Татарстан, значительный вклад в развитие литературы и искусства[18].
- Орден  Салавата Юлаева (Башкирия) 2020 год.
- Медаль «За доблестный труд» (2016 год) — за многолетнюю творческую деятельность, заслуги в области татарской литературы и искусства[19]
- Медаль «100 лет образования Татарской Автономной Советской Социалистической Республики» (2021 год) — за существенный вклад в сохранение и приумножение культурно-духовного наследия Республики Татарстан и заслуги в профессиональной деятельности[20].
- Почётный знак Государственного Совета Республики Татарстан «За вклад в развитие парламентаризма» (2018 год)[21]
- Занесение в Книгу почёта Казани (2022 год)[22].
- Многими медалями, Почётными грамотами, почётными знаками регионов России.

Звания
- Почётное звание «Народный поэт Республики Татарстан» (2004 год)[17].
- Почётное звание Заслуженный деятель искусств Татарской АССР (1972 год)[23].
- Почётное звание «Заслуженный работник культуры Каракалпакской АССР» (1980 год)[17].
- Почётное звание «Заслуженный работник культуры Чувашской Республики» (2002 год)[23].

## Произведения
- Избранные произведения в 7 томах. На татарском языке. Казань, Таткнигоиздат, 2006 год.
- Сабантуй. На татарском, русском, английском языках. Казань, Идел-Пресс, 2006 год.
- Испивший молнию. На русском языке. Казань, Таткнигоиздат, 2007 год.
- Красивый дом. На русском языке. Для детей. Идел-Пресс, 2007 год.
- Российская взаимосвязь языков — уникальное историческое достояние (Выступление на Пленуме Союза писателей России. 16-18 мая 2007)
- Художественный перевод — волшебная дверь